# Al-Fil
Al-Fil (arabe : سُورَةُ ٱلْفِيلِ, français : L’Éléphant) est le nom traditionnellement donné à la 105e sourate du Coran, le livre sacré de l'islam. Elle comporte 5 versets. Rédigée en arabe comme l'ensemble de l'œuvre religieuse, elle fut proclamée, selon la tradition musulmane, durant la période mecquoise.

## Origine du nom
Bien que ne faisant pas partie de la proclamation, la tradition musulmane a donné comme nom à cette sourate L’Éléphant, en référence au contenu du premier verset : « 1. N'as-tu pas vu comment ton Seigneur a agi envers les compagnons de l'Éléphant ? ».

## Historique
Il n'existe à ce jour pas de sources ou documents historiques permettant de s'assurer de l'ordre chronologique des sourates du Coran. Néanmoins selon une chronologie musulmane attribuée à Ǧaʿfar al-Ṣādiq (VIIIe siècle) et largement diffusée en 1924 sous l’autorité d’al-Azhar,, cette sourate occupe la 19e place. Elle aurait été proclamée pendant la période mecquoise, c'est-à-dire schématiquement durant la première partie de l'histoire de Mahomet avant de quitter La Mecque. Contestée dès le XIXe par des recherches universitaires, cette chronologie a été revue par Nöldeke,, pour qui cette sourate est la 9e.
Les sourates de la fin du Coran sont généralement considérées comme appartenant aux plus anciennes. Elles se caractérisent par des particularités propres. Elles sont brèves, semblent issues de proclamations oraculaires (ce qui ne signifie pas, pour autant, qu’elles en sont des enregistrements), elles contiennent de nombreux hapax...
Pour Nöldeke et Schwally, la quasi-totalité des sourates 69 à 114 sont de la première période mecquoise. Neuwirth les classe en quatre groupes supposés être chronologiques. Bien que reconnaissant leur ancienneté, certains auteurs refusent de les qualifier de « mecquoise », car cela présuppose un contexte et une version de la genèse du corpus coranique qui n’est pas tranchée. Cette approche est spéculative.
En effet, ces textes ne sont pas une simple transcription sténographique de proclamation mais sont des textes écrits, souvent opaques, possédant des strates de composition et des réécritures Cela n’empêche pas ces sourates de fournir des éléments contextuels (comme l’attente d’une Fin des Temps imminente chez les partisans de Mahomet). Ces textes sont marqués par une forme de piété tributaire du christianisme oriental.
Certains auteurs et une partie des exégètes musulmans ont considéré que cette sourate et la suivante n’en formaient qu’une seule.
Les auteurs suivant l’interprétation traditionnelle considèrent que cette sourate est liée à la campagne d’Abraha (env. 535-565 ap. J.-C.), qui aurait eu lieu en 570, année souvent retenue comme celle durant laquelle Mahomet vit le jour. Ces auteurs, comme Nöldeke, ne nie pas une part de mythification dans le récit. Le second courant naît avec Prémare qui souligne que rien dans le texte n’indique qu’il s’agit d’une référence à Abraha et que cette interprétation provient des écrits des exégètes. Pour l’auteur, ce texte est une forme de midrash sur la légende des éléphants de Ptolémée.

## Interprétations
Pour Cuypers, cette sourate est « un des nombreux récit légendaire ou semi-légendaire conservés dans la mémoire collective arabe, que le Coran utilise pour transmettre son message prophétique ». La tradition musulmane date cet épisode de l’année de naissance de Mahomet, ce que les historiens contestent. Pour Dye, « l’hypothèse d’une référence à la supposée expédition d’Abraha contre la Mecque me paraît absurde ». Pour l’auteur, il s’agit avant tout d’un topos de la destruction d’un groupe par Dieu. Hawting compare le vocabulaire avec celui utilisé dans le récit de Sodome et Gomorrhe. Rien ne prouve l’existence d’éléphants dans l’armée d’Abraha.
De Prémare a vu dans la mention des éléphants un midrash de la légende des éléphants de Ptolémée narré en 3 Macc 2-6, ce qui explique un certain nombre de détails. La « horde d’oiseaux de proie » pourrait évoquer des anges, en particulier des chérubins, conformément au sous-texte. Cette interprétation pose la question du remplacement d’une légende par une autre.

Texte de la sourate (Coran datant de 1874)
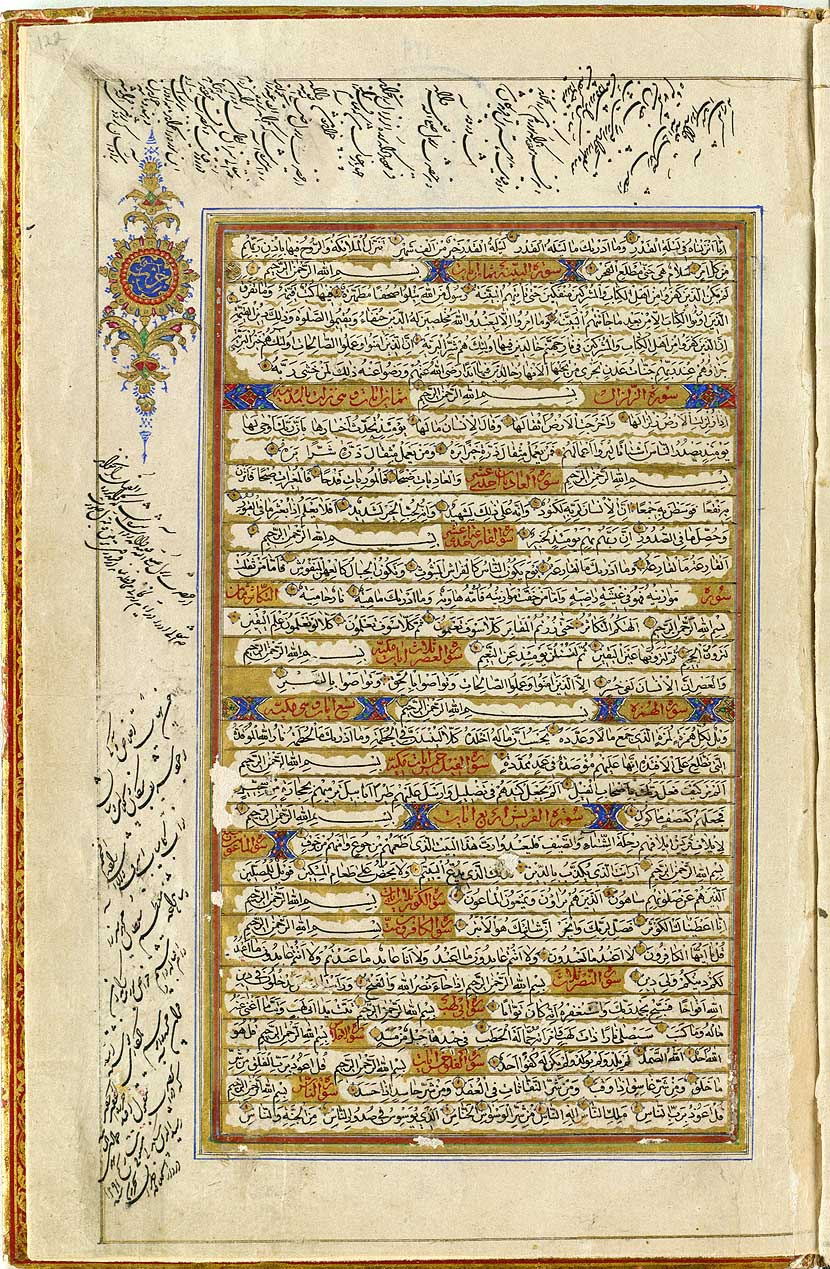